# 4037 Ikeya
4037 Ikeya eller 1987 EC är en asteroid i huvudbältet som upptäcktes den 2 mars 1987 av de båda japanska astronomerna Takeshi Urata och Kenzo Suzuki i Toyota. Den är uppkallad efter den japanska amatörastronomen Kaoru Ikeya.
Asteroiden har en diameter på ungefär 7 kilometer.